# Corvo
Koordinaten: 39° 42′ 10″ N, 31° 6′ 28″ W
Vorlage:Infobox Município/Wartung/Name ist leer

Vorlage:Infobox Município/Wartung/Verwaltungname ist leer
Vorlage:Infobox Município/Wartung/Verwaltungadresse ist leer
Vorlage:Infobox Município/Wartung/Kreisrat ist leer
Vorlage:Infobox Município/Wartung/nicht eingebunden

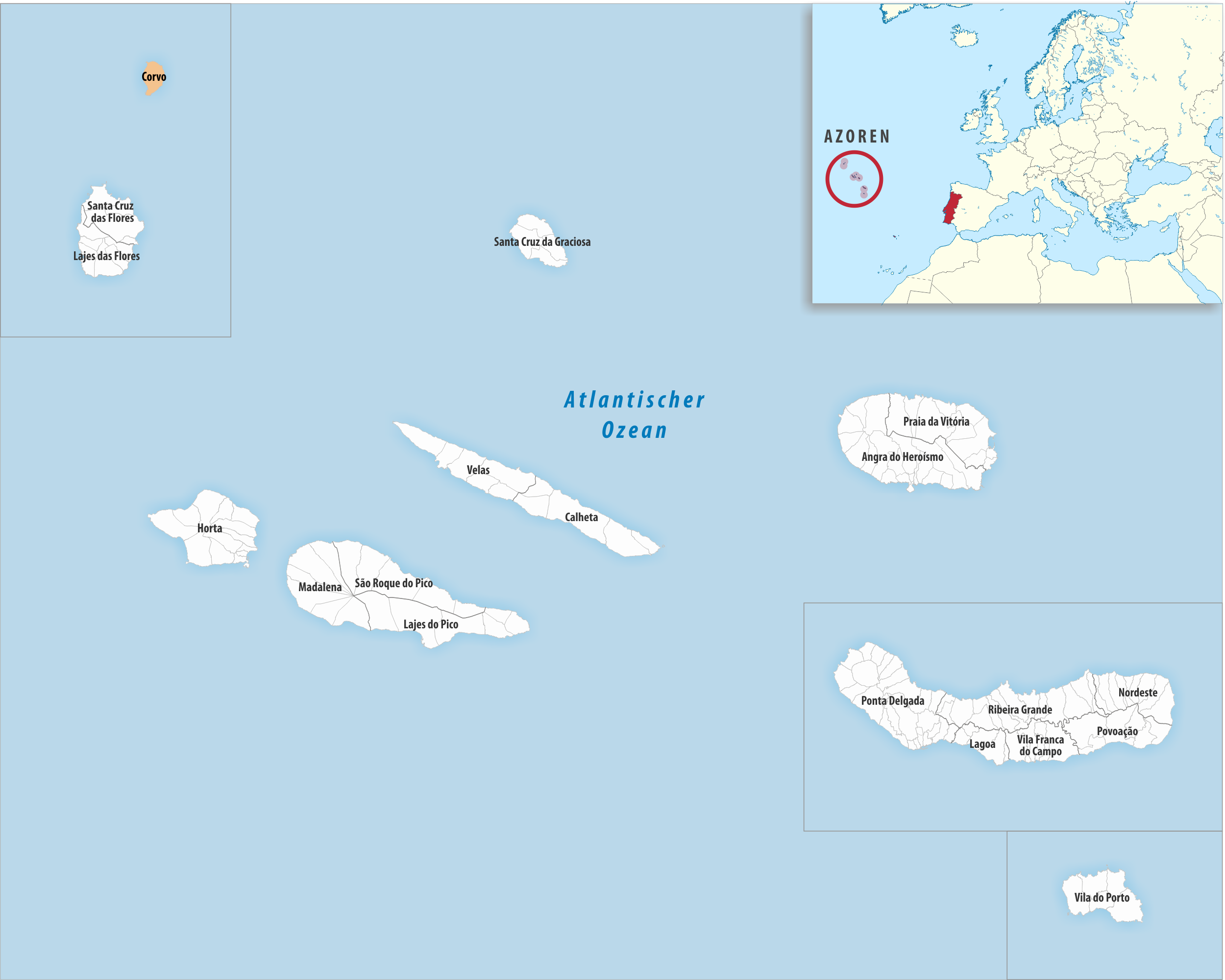
Kreis Corvo

Corvo ([ˈkoɾvu] ) ist die nordwestlichste und mit einer Fläche von 17,11 Quadratkilometern kleinste bewohnte Insel der Azoren. Zusammen mit der 15 km entfernten Insel Flores bildet sie die Westgruppe der Azoren. Mit 430 Einwohnern ist die einzige Siedlung Vila do Corvo eine der kleinsten Städte Europas. Corvo und Flores wurden 1452 von Diogo de Teive und seinem Sohn als letzte Inseln der Azoren entdeckt.

## Allgemeines
Corvo (deutsch: Rabe) besteht aus einem erloschenen Vulkan, dem Monte Gordo, der eine 2 km weite und 300 m tiefe Caldera bildet, auf deren Grund ein See namens Lagoa do Caldeirão liegt. Am Südrand der Caldera befindet sich mit dem 718 m hohen Morro dos Homens („Hügel der Menschen“) die höchste Erhebung der Insel. Bis auf den etwas flacheren Süden sind die Ufer der Insel von steilen Klippen geprägt. Die Oberfläche besteht aus grünen, für die Insel typischen Kraterweiden, die von Kühen abgegrast werden. Das Fleisch und die sonstigen Produkte aus der Rinderhaltung werden in Lissabon verkauft und bilden die Einkommensgrundlage der Bewohner Corvos.
Die Insel verfügt über einen kleinen Regionalflughafen, eine Feuerwehr, eine Inselschule und mehrere Unterkünfte, in denen auch Touristen unterkommen können. Der Flughafen hat eine nur 800 Meter kurze Start- und Landebahn, die einzigen beiden angebotenen Destinationen sind die Nachbarinsel Flores sowie Ponta Delgada, die Hauptstadt der Azoren auf der Insel São Miguel.

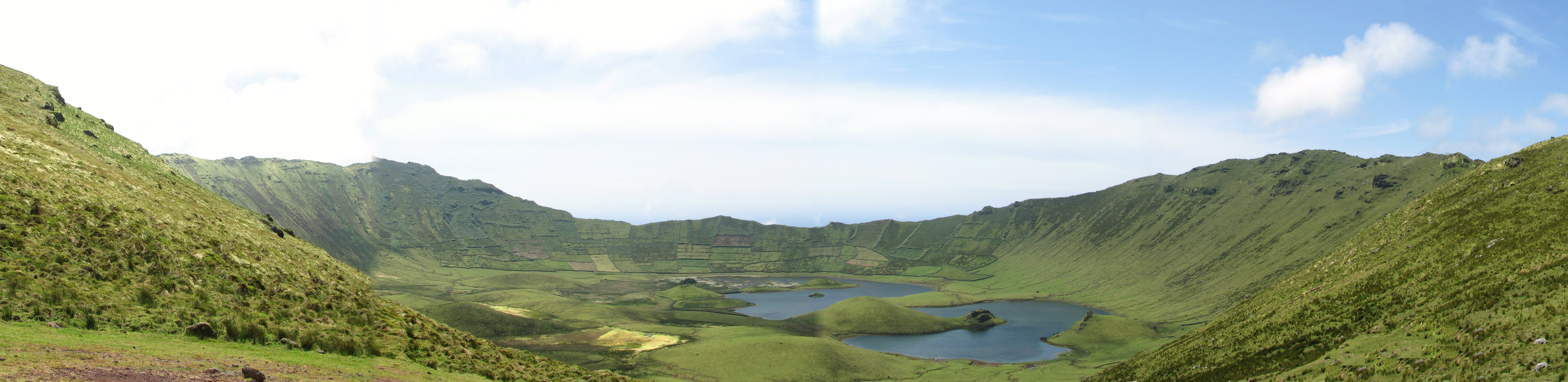
Der Caldeirão do Corvo, der Krater am Gipfel von Corvo

2007 nahm die UNESCO die Insel in die Liste der Biosphärenreservate auf. Vom Leben auf der Insel zeugt die Dokumentation É na terra não é na lua (2007).

## Kreis Corvo

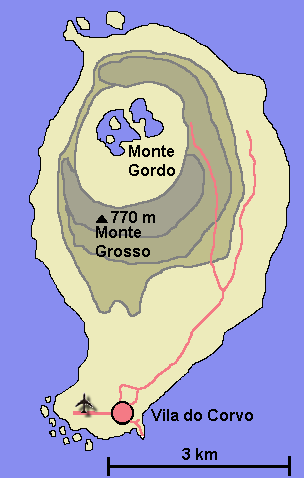
Karte von Corvo

Corvo ist der bevölkerungsärmste Kreis (Município) in Portugal. Er umfasst die gesamte Fläche der Insel und grenzt deshalb an keinen anderen Kreis, sondern nur an den Atlantischen Ozean. Er ist der einzige Kreis in Portugal der keine Gemeinde (Freguesia) enthält. Die Gemeindeaufgaben werden vom Kreis miterledigt. 
| Entwicklung der Einwohnerzahl im Kreis Corvo | Entwicklung der Einwohnerzahl im Kreis Corvo | Entwicklung der Einwohnerzahl im Kreis Corvo | Entwicklung der Einwohnerzahl im Kreis Corvo | Entwicklung der Einwohnerzahl im Kreis Corvo | Entwicklung der Einwohnerzahl im Kreis Corvo | Entwicklung der Einwohnerzahl im Kreis Corvo | Entwicklung der Einwohnerzahl im Kreis Corvo | Entwicklung der Einwohnerzahl im Kreis Corvo | Entwicklung der Einwohnerzahl im Kreis Corvo | Entwicklung der Einwohnerzahl im Kreis Corvo | Entwicklung der Einwohnerzahl im Kreis Corvo | Entwicklung der Einwohnerzahl im Kreis Corvo | Entwicklung der Einwohnerzahl im Kreis Corvo | Entwicklung der Einwohnerzahl im Kreis Corvo | Entwicklung der Einwohnerzahl im Kreis Corvo |
| -------------------------------------------- | -------------------------------------------- | -------------------------------------------- | -------------------------------------------- | -------------------------------------------- | -------------------------------------------- | -------------------------------------------- | -------------------------------------------- | -------------------------------------------- | -------------------------------------------- | -------------------------------------------- | -------------------------------------------- | -------------------------------------------- | -------------------------------------------- | -------------------------------------------- | -------------------------------------------- |
| Jahr                                         | 1864                                         | 1878                                         | 1890                                         | 1900                                         | 1911                                         | 1920                                         | 1930                                         | 1940                                         | 1950                                         | 1960                                         | 1970                                         | 1981                                         | 1991                                         | 2001                                         | 2011                                         |
| Einwohner                                    | 883                                          | 880                                          | 806                                          | 808                                          | 746                                          | 661                                          | 667                                          | 691                                          | 728                                          | 681                                          | 485                                          | 370                                          | 393                                          | 425                                          | 430                                          |

## Galerie

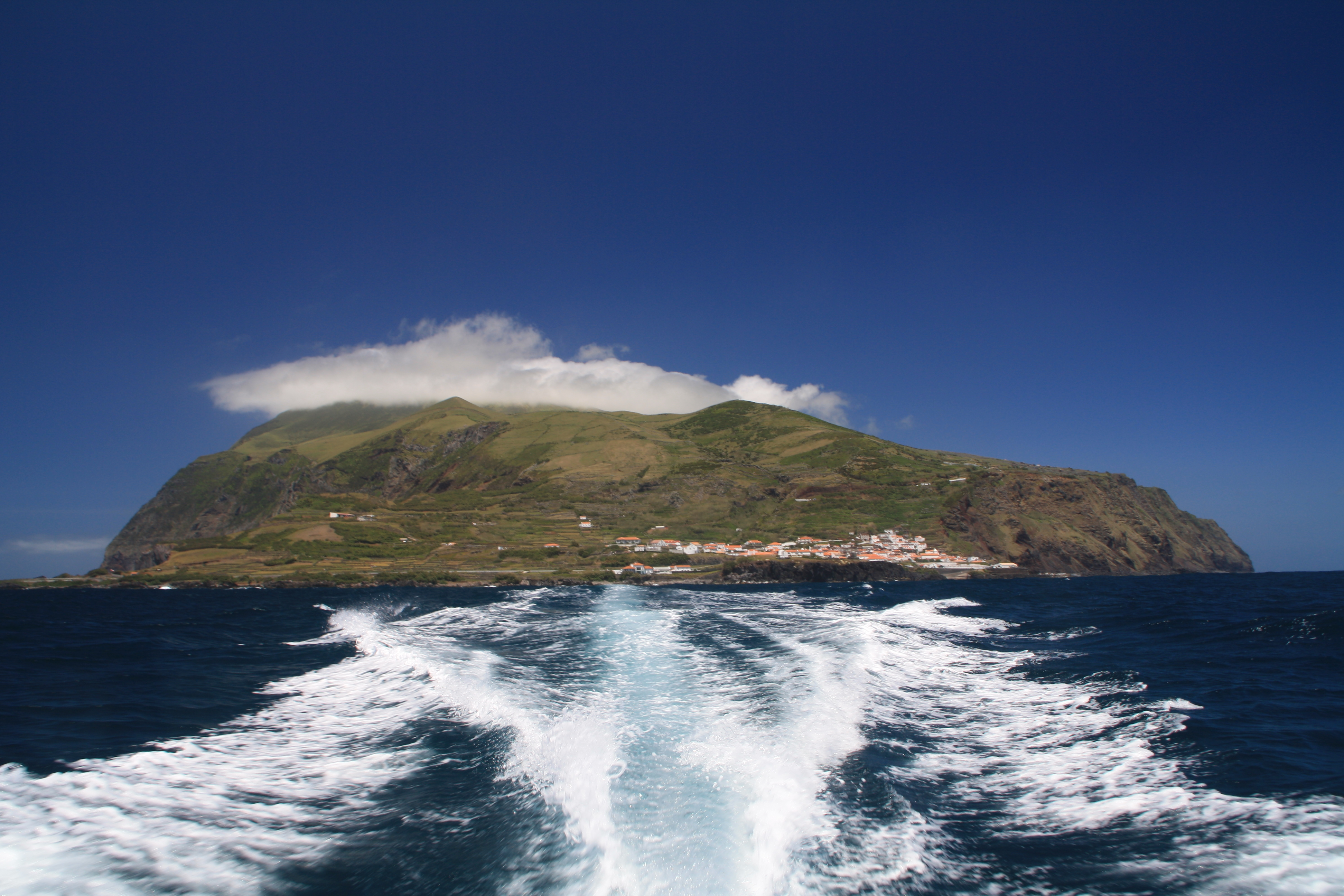
Corvo
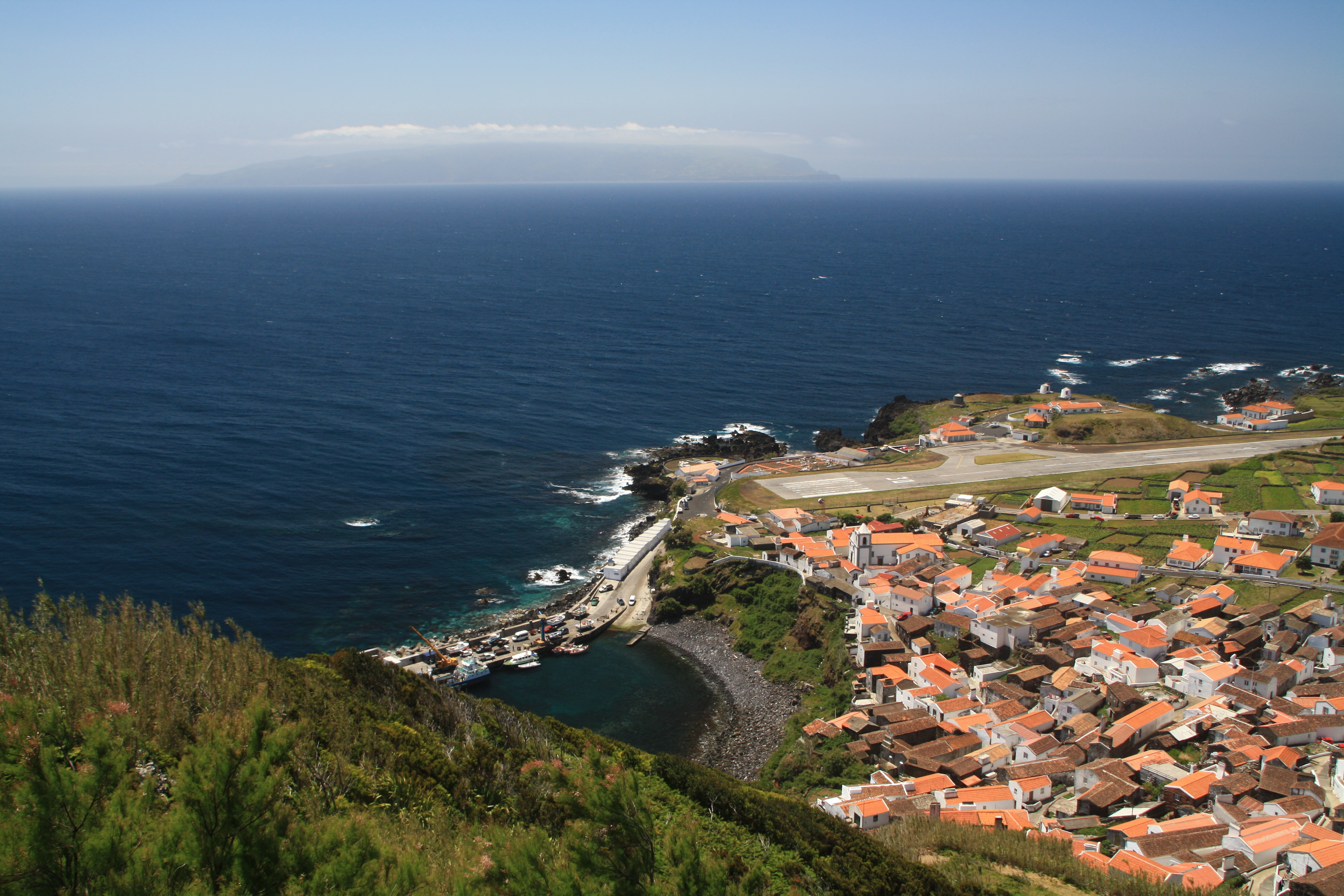
Blick auf Vila do Corvo
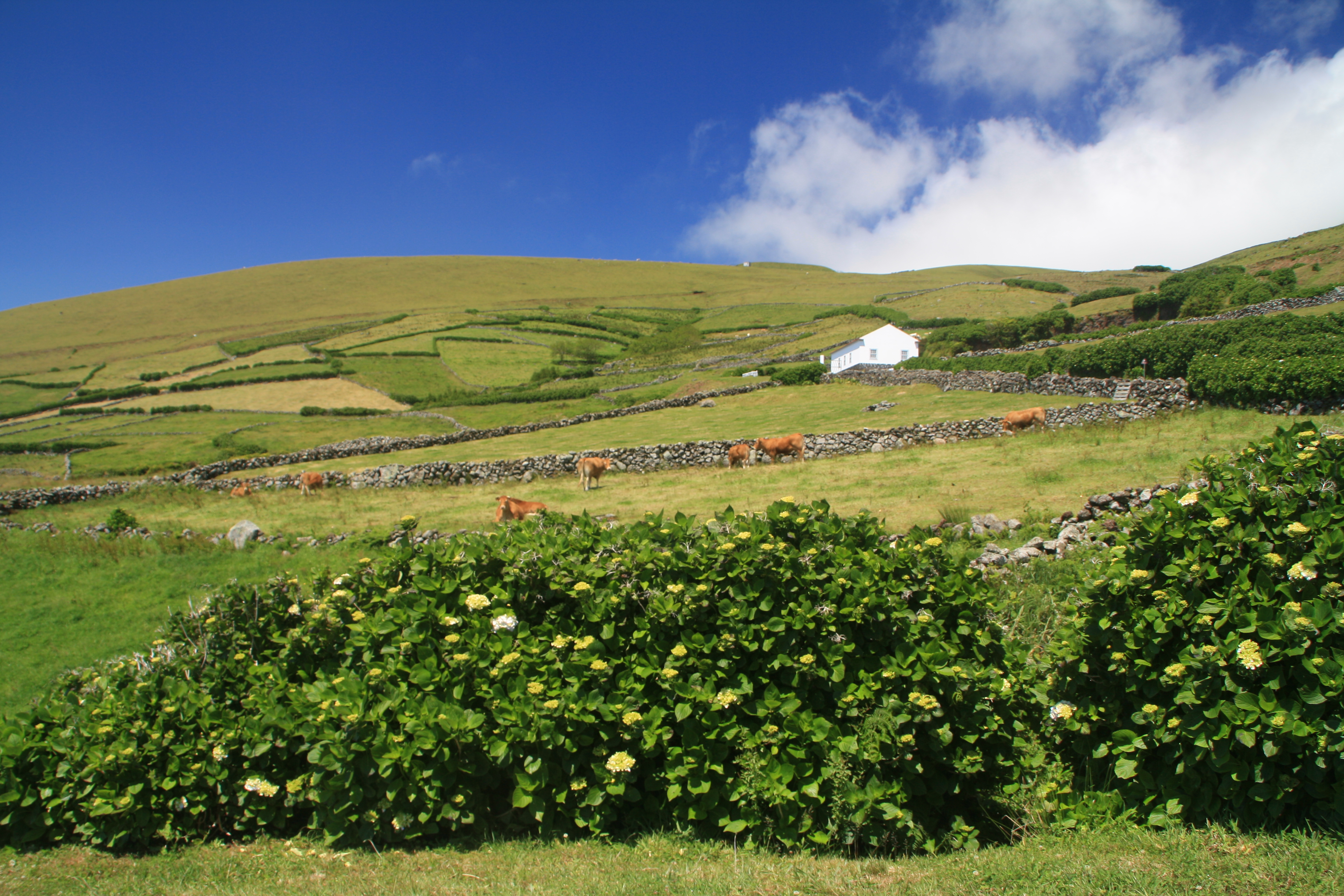
Landschaft auf Corvo